# Ivan Marghitych
Ivan Marghitych (* 4. Februar 1921 in Boržavske; † 7. September 2003) war Weihbischof in Mukatschewe.

## Leben
Der Apostolische Administrator von Mukatschewe, Theodor Romscha, weihte ihn am 18. August 1946 zum Priester. Sofron Dmyterko, OSBM, spendete ihm am 10. September 1987 die Bischofsweihe. 
Der Papst ernannte ihn am 16. Januar 1991 zum Titularbischof von Scopelus in Haemimonto und Weihbischof in Mukatschewe. Am 12. November 2002 nahm Papst Johannes Paul II. seinen altersbedingten Rücktritt an.